# 지몬 슈바르츠

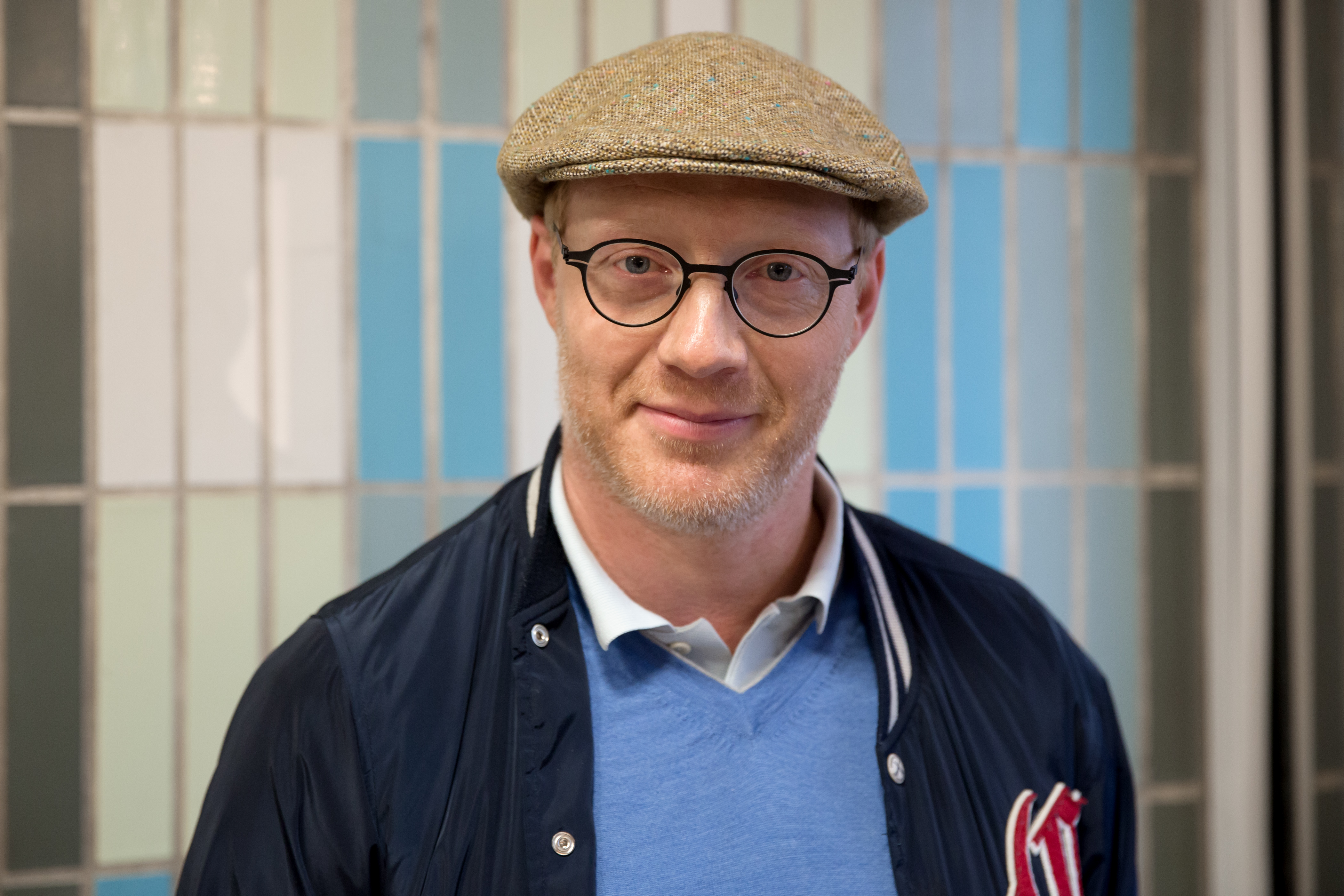

지몬 슈바르츠(독일어: Simon Schwarz, 1971년 1월 10일 ~ )는 오스트리아의 배우이다.
빈에서 태어났다.

## 영화
- 무슬림이 되고 싶다고? (2018년)
- 트와일라잇 오버 버마 (2015년)
- 모든 것이 잘 될 거야 (2015년)
- 어바웃 어 걸 (2014년)
- 담프누델블루스 (2013년)
- 후즈 어프레이드 오브 더 화이트 맨 (2013년)
- 더 본 맨 (2009년)
- 프로텍터(영어판) (2009년)
- 노스페이스 (2008년) - 빌리 앙게레르 역
- 헤비레이싱 (2007년)
- 그녀의 비밀 (2005년)
- 실렌티움 (2004년)
- 이카루스 (2002년) - 조 역
- 스텝 온 잇 (2002년)
- 사마귀 부인 (2000년)
- 아나토미 (2000년)
- 상속자 (1998년)
- 템포 (1996년)